# Библиография Ричарда Баха
Ри́чард Дэ́вид Бах (англ. Richard David Bach; род. 23 июня 1936, Ок-Парк, Иллинойс, США) — американский писатель, философ, прозаик и публицист, а также опытный пилот, авиаинструктор и каскадёр, инженер-авиамеханик и автор различной технической документации авиационной направленности. Обрёл популярность как писатель, чьей главной темой стала любовь к полёту, небу и авиации.

## Содержание
Все книги Ричарда Баха переводились на русский язык и неоднократно переиздавались за единственным исключением.
| Первая публикация | Название на русском языке                                              | Название на английском языке                                    | Жанр                       | Примечание | Международный стандартный книжный номер (ISBN) оригинального издания | Страниц в первом издании | Ссылка |
| ----------------- | ---------------------------------------------------------------------- | --------------------------------------------------------------- | -------------------------- | --- | -------------------------------------------------------------------- | ------------------------ | ------ |
| 1963              | Чужой на земле                                                         | Stranger to the Ground                                          | Биографическая             | Первая книга Ричарда Баха вышедшая после его возвращения со службы во Франции, рассказывает о полёте пилота на реактивном самолёте Republic F-84F Thunderstreak | —                                                                    | —                        |        |
| 1966              | Биплан                                                                 | Biplane                                                         | Биографическая             | Книга о том, как писатель погружался в тему Барнштурминга через десятки лет после ушедшей эпохи, Ричард покупает раритетный Биплан в своё владение и рассказывает многие нюансы полёта и своих приключений — например, сразу после покупки он попадает в аварию, в результате которой самолёту отрывает стойку шасси. | —                                                                    | —                        |        |
| 1969              | Ничто не случайно                                                      | Nothing by Chance                                               | —                          | — | —                                                                    | —                        |        |
| 1970              | Чайка по имени Джонатан Ливингстон                                     | Jonathan Livingston Seagull                                     | Повесть                    | Повесть о чайке учившейся летать. | —                                                                    | —                        |        |
| 1974              | Дар крыльев                                                            | A gift of Wings                                                 | —                          | Книга-сборник (также выходил на русском языке под названием «Дар тому, кто рождён летать») | —                                                                    | —                        |        |
| 1976              | Нет такого места — «далеко»                                            | There’s No Such Place As Far Away                               | —                          | — | —                                                                    | —                        |        |
| 1977              | Иллюзии, или Приключения Мессии поневоле                               | Illusions: The Adventures of a Reluctant Messiah                | Магический реализм         | Повесть рассказывает о встрече писателя с загадочным чудотворцем Дональдом Шимодой, механиком и мессией, который на продвинутом уровне владеет искусством материализации мыслей и, как и Ричард, катает пассажиров на раритетном Биплане над полями Среднего Запада Соединённых Штатов.                               | —                                                                    | —                        |        |
| 1984              | Мост через Вечность                                                    | The Bridge Across Forever                                       | —                          | — | —                                                                    | —                        |        |
| 1988              | Единственная                                                           | One                                                             | —                          | — | —                                                                    | —                        |        |
| 1994              | Бегство от безопасности                                                | Running from Safety                                             | —                          | — | —                                                                    | —                        |        |
| 1999              | За пределами Разума                                                    | Out of My Mind                                                  | —                          | — | —                                                                    | —                        |        |
| 2002              | Хорьки в поднебесье                                                    | Air Ferrets Aloft                                               | —                          | — | —                                                                    | —                        |        |
| 2002              | Хорьки-спасатели на море                                               | Rescue Ferrets at Sea                                           | —                          | — | —                                                                    | —                        |        |
| 2002              | Хорьки-писатели: В поиске Музы                                         | Writer Ferrets: Chasing the Muse                                | —                          | — | —                                                                    | —                        |        |
| 2003              | Хорьки-фермеры в горах                                                 | Rancher Ferrets on the Range                                    | —                          | — | —                                                                    | —                        |        |
| 2003              | Хорьки-детективы: Дело о Благородном Поступке                          | The Last War: Detective Ferrets and the Case of the Golden Deed | —                          | — | —                                                                    | —                        |        |
| 2003              | Полёт                                                                  | Flying                                                          | Автобиографический сборник | Переиздание в одном сборнике произведений «Чужой на Земле», «Биплан» и «Ничто не случайно» | —                                                                    | —                        |        |
| 2004              | Карманный Справочник Мессии                                            | Messiah’s Handbook                                              | —                          | Сборник цитат и афоризмов к книге «Иллюзии». Книга выпущена Бахом от имени главного героя «Иллюзий» Дональда Шимоды и многократно цитируется в самом произведении. | —                                                                    | —                        |        |
| 2005              | Приключения Хорьков                                                    | Hypnotizing Maria                                               | —                          | Однотомный сборник всех «хроник хорьков». | —                                                                    | —                        |        |
| 2009              | Гипноз для Марии                                                       | Hypnotizing Maria                                               | —                          | Книга о повседневном явлении гипноза | —                                                                    | —                        |        |
| 2012              | Будь благодарен своим ужасным родителям                                | Thank Your Wicked Parents: Blessings from a Difficult Childhood | —                          | Книга о благодарности за тяжёлое детство (единственная не переводилась на русский язык) | —                                                                    | —                        |        |
| 2013              | Путешествия с Пафф: Нежные игры жизни и смерти                         | Travels with Puff: A Gentle Game of Life and Death              | —                          | Книга рассказывающая о приключениях автора со своим компаньоном — гидросамолётом по имени «Пафф». | —                                                                    | —                        |        |
| 2014              | Иллюзии II. Приключения одного ученика, который учеником быть не хотел | Illusions II: The Adventures of a Reluctant Student             | Магический реализм         | После аварии, в которую автор попал в 2014 году, он выпустил сиквел к первым «Иллюзиям». Ричард Бах снова встретился с Дональдом Шимодой, снова извлёк для себя урок из ситуации и снова доносит до читателя — «Ничто не случайно».                                                                                   | —                                                                    | —                        |        |
| 2015              | Ангелы на полставки                                                    | Part-Time Angels: and 75 Others                                 | —                          | — | —                                                                    | —                        |        |

| Первая публикация | Название на русском языке | Название на английском языке | Международный стандартный книжный номер (ISBN) оригинального издания | Жанр | Примечание |
| ----------------- | ------------------------- | ---------------------------- | -------------------------------------------------------------------- | ---- | ---------- |

| Первая публикация | Название на русском языке | Название на английском языке | Международный стандартный книжный номер (ISBN) оригинального издания | Жанр | Примечание |
| ----------------- | ------------------------- | ---------------------------- | -------------------------------------------------------------------- | ---- | ---------- |

| Первая публикация | Название на русском языке | Название на английском языке | Международный стандартный книжный номер (ISBN) оригинального издания | Жанр | Примечание |
| ----------------- | ------------------------- | ---------------------------- | -------------------------------------------------------------------- | ---- | ---------- |

| Первая публикация | Название на русском языке | Название на английском языке | Международный стандартный книжный номер (ISBN) оригинального издания | Жанр | Примечание |
| ----------------- | ------------------------- | ---------------------------- | -------------------------------------------------------------------- | ---- | ---------- |